# Cinco Llagas (Chihuahua)
Cinco Llagas es una población del estado mexicano de Chihuahua, ubicada en el sur del mismo, en el municipio de Guadalupe y Calvo.

## Localización y demografía
Cinco Llagas se encuentra localizado en el extremo sur del estado de Chihuahua, en las coordenadas geográficas 26°12′12″N 107°19′40″O / 26.20333, -107.32778 y a una altitud de 1 081 metros sobre el nivel del mar, en una las zonas más intrincadas de la Sierra Madre Occidental y aisladas del estado de Chihuahua.
De acuerdo con el Censo de Población y Vivienda realizado en 2020 por el Instituto Nacional de Estadística y Geografía, tiene una población total de 189 habitantes, de los que 96 son mujeres y 93 son hombres.